# Fiodor Bruni
Fiodor Antonowicz Bruni, ros. Фёдор Антонович Бруни, wł. Fidelio Bruni (ur. 10 czerwca 1799 w Mediolanie, zm. 11 września 1875 w Petersburgu) – rosyjski malarz pochodzenia włoskiego.

## Życiorys
Urodził się w Mediolanie w rodzinie szwajcarskich Włochów. Jego ojciec, Antonio Bruni, był malarzem i konserwatorem fresków. W 1807 przybył do Rosji. Wykonywał prace w Pałacu Michajłowskim w Sankt Petersburgu, aby następnie przenieść się do Moskwy, gdzie wykonywał liczne prace na zlecenie kniazia Kurakina. Młody Fidelio za namową ojca w wieku zaledwie 10 lat zaczął pobierać lekcje malarstwa pod okiem wybitnych akademików w Akademii Sztuk Pięknych w Sankt Petersburgu. Z czasem zaczął używać rosyjskiego imienia Fiodor.
Był reprezentantem akademizmu. Do jego najbardziej znanych prac należą: „Śmierć Kamili, siostry Horacjusza” (1824), „Wąż miedziany” (1827–1841), Chrystus w Ogrodzie Getsemani. W latach 1841–1845 namalował 25 obrazów dla Soboru św. Izaaka (obecnie znajdują się w Muzeum Rosyjskim w Sankt Petersburgu).
W 1855 został mianowany rektorem Akademii Sztuk Pięknych w Petersburgu na Wydziale Malarstwa i Rzeźby. Funkcję tę sprawował do 1871. Do końca życia piastował stanowisko honorowego członka Akademii Sztuk w Mediolanie i Bolonii oraz profesora honorowego Akademii Sztuk Pięknych we Florencji i Akademii św. Łukasza w Rzymie.
Zmarł 11 września 1875 w Sankt Petersburgu. Pozostawił po sobie córkę Heloizę.